# بائیمبتوو
بائیمبتوو (انگلیسی: Baimbetovo) یک شهرک در شهرستان گافوریسکی استان باشقیرستان کشور روسیه است.